# IC 276
IC 276 est une galaxie lenticulaire vue par la tranche et située dans la constellation de l'Éridan. Sa vitesse par rapport au fond diffus cosmologique est de (2746 ± 25) km/s, ce qui correspond à une distance de Hubble de 40,5 ± 2,9 Mpc (∼132 millions d'al). Elle a été découverte par l'astronome français Stéphane Javelle en 1892.

## Groupe de NGC 1199
IC 276 fait partie d'un groupe de galaxies d'au moins 6 membres, le groupe de NGC 1199. Outre IC 276 et NGC 1199, les quatre autres galaxies du groupe sont NGC 1189, NGC 1209, NGC 1114 et MGC -3-8-45.